# Wojciech Żywny
Wojciech Żywny (en tchèque : Vojtěch Živný), né le 13 mai 1756 à Mšeno, en royaume de Bohême, et mort le 21 février 1842 à Varsovie, est un pianiste, violoniste, compositeur et professeur tchèque, dont la carrière s'est essentiellement déroulée en Pologne et qui est surtout connu pour avoir été le premier professeur de Frédéric Chopin.

## Biographie
Vojtěch Živný naît dans le royaume de Bohême, alors partie de l'empire d'Autriche. Il est l'élève du musicien tchèque Jan Kuchař (en). 
Il vient en Pologne durant le règne de Stanislas Auguste Poniatowski (1762-1795) comme professeur des enfants de la princesse Sapieha. Il s'installe par la suite à Varsovie, subissant les événements que connaît alors la Pologne : les partages de 1793 et 1795, qui font de Varsovie une ville prussienne ; la création par Napoléon du duché de Varsovie (1807) ; la fondation d'un nouveau royaume de Pologne, dévolu au tsar de Russie, lors du congrès de Vienne en 1815.
Peu après cette date, Wojciech Żywny devient le professeur de piano attitré de Chopin, jusque-là formé par sa mère ; ses leçons durent de 1816 à 1822. Il lui fait découvrir, notamment, la musique de Jean-Sébastien Bach, compositeur auquel Chopin a toujours conservé une grande estime. Mais les compétences de l'élève dépassent rapidement celles de son maître respecté. En 1821, Chopin, âgé de 11 ans, dédie à Wojciech Żywny une polonaise en la bémol majeur, comme cadeau à l’occasion d'un jour de fête. En 1823, c'est le directeur du Conservatoire de Varsovie, Elsner, qui devient professeur de Chopin.

## Œuvres
Wojciech Żywny a écrit un nombre considérable de pièces pour piano, violon, ainsi que des œuvres orchestrales, dont quelques-unes sont encore connues et publiées aujourd'hui. Elles montrent une maîtrise raffinée du style classique, mais étant toutefois imprégnées indubitablement d'influences romantiques. Sa musique fut également influencée par la musique d'Europe centrale et la musique folklorique.